# Kimmo Koskenvuo
Kimmo Armas Ylermi Koskenvuo, född 22 maj 1936 i Kangaslampi, död 2 maj 2012 i Helsingfors, var en finländsk militärläkare.

## Biografi
Koskenvuo avlade studentexamen 1954, medicine licentiat-examen 1962 och medicine doktor-examen vid Helsingfors universitet 1974. Han blev specialist i hälsovård 1972, i administration 1980 och i militärmedicin 1996. Åren 1963–1969 tjänstgjorde han som militärläkare vid Helsingfors flottstation, vid Sanitetsavdelningen i Huvudstaben, vid Sveaborgs kustartilleriregemente, vid Automobilbataljonen och vid Gardesbataljonen. Därtill var han läkare vid Finlands cancerregister 1963–1971, tillförordnad biträdande läkare vid Inremedicinska kliniken på Helsingforsregionens universitetscentralsjukhus 1964–1965 och Helsingfors stads distriktsläkare på Sveaborg 1966–1967. Han tjänstgjorde vid Hesperia sjukhus 1969–1970 och idkade studier i Public Health vid Nordiska hälsovårdshögskolan i Göteborg 1971–1972. Han var tillförordnad assistent vid Institutionen för folkhälsovetenskap vid Helsingfors universitet 1971–1972 och blev 1973 tillförordnad professor vid Institutionen för folkhälsovetenskap vid Åbo universitet. Han var chef för Sanitetsbyrån i Huvudstaben 1970–1972 och 1974–1976 samt chef för Sanitetsavdelningen där 1976–1978. Koskenvuo var 1977–1999 docent i militärhälsovård vid Helsingfors universitet och var 1978–1996 försvarsmaktens överläkare med generalmajors grad (sanitetsgeneralmajor). Han utnämndes till sanitetsgeneral 1995 och pensionerades 1996. År 1996 erhöll han också professors titel.
Koskenvuo var informationschef vid World Medical Associations 18:e generalförsamling 1964, ledamot av styrelsen för Finlands sanitetsofficersförbund 1974, medlem av redaktionen för Sosiaalilääketieteellinen aikakauslehti 1974–1981, ledamot av styrelsen för Terveydenhuoltolääkärit 1975–1983 (varav ordförande 1979–1983), ledamot av Delegationen för medicinförsörjning 1976–1996, ordförande för dess katastrofsektion 1980–1996, ledamot av centralstyrelsen för Finlands Röda Kors 1979–1995, ordförande för dess medicinska utskott (första hjälpen-utskott) 1978–1995, vice ordförande i styrelsen för Finlands Röda Kors blodtjänst 1979–1990, ledamot av Finlands Röda Kors råd 1978–1996 och finländsk representant i International Committee of Military Medicine 1978–1996. Han utsågs till hedersledamot av International Committee of Military Medicine 1984 och hedersledamot av Finlands sanitetsofficersförbund 1991. Kimmo Koskenvuo kallades 1996 till ledamot av svenska Kungliga Krigsvetenskapsakademien.